# 이팔청춘의 고백
<이팔청춘의 고백>은 대한민국의 여성 싱어송라이터 장덕에 의해 작사 · 작곡된 곡이다. 장덕의 세번째 정규 음반 《님 떠난 후》의 B면 1번 트랙으로 발표되었다. 원래 이팔청춘은 16세 전후의 나이를 의미하지만 이 곡에서는 사랑하기 좋은 아직도 젊은 청춘의 나이를 의미한다. <님 떠난 후>, <어른이 된 후에 사랑은 너무 어려워>와 함께 《님 떠난 후》 음반에서 많은 인기를 누린 곡 중 하나였으며 부담 없는 트로트 성향의 분위기로 인해 남녀노소 모두에게 사랑을 받았다.